# Leonlatino
Leonlatino è un album del cantautore italiano Leone Di Lernia, pubblicato nel 1996. L'album è suddiviso in 10 brani.

## Tracce
1. Macarena (Maccarone) - 3:51 (A.R. Monge-R. Ruiz)
2. El Meneaito (Con Michelino) - 3:34 (Oliverio R. Thompson)
3. Killing Me Softly (Chille ca soffre) - 4:03 (N. Gimble-C. Fox)
4. El Tiburon (A Vimodrone) - 3:34 (Wilson-Zapata)
5. Dai Maria - 3:52 (D. Ceglie-Names-Di Lernia)
6. Porompompero (Sono un terron) - 3:46 (Solano)
7. Balla-o Balla-o (Canause-Canause) - 3:21 (L. Rosi-M. Ceramicola-P. Landro)
8. Tu non trombi più - 4:21 (D. Ceglie-Names-Di Lernia)
9. Gangsta's Paradise (La festa di San Nicola) - 3:12 (A. Ivey Jr.-L. Sanders-D. Rasheed)
10. Agenzia matrimoniale - 3:30 (D. Ceglie-Names-Di Lernia)